# Туретт, Жорж Жиль де ла
Жорж Альбер Эдуар Брут Жиль де ла Туретт (фр. Georges Albert Édouard Brutus Gilles de la Tourette) — французский невролог, чье имя стало эпонимом для синдрома Туретта, разновидности неврологического состояния.

## Биография
Родился 30 октября 1857 года в коммуне Сен-Жерво-ле-Труа-Клоше (фр. Saint-Gervais-les-Trois-Clochers) поблизости от Пуату, Франция.
Туретт начал изучать медицину в Пуатье. Позже переехал в Париж, где был учеником, личным секретарем и врачом своего наставника, влиятельного невролога Жана Мартена Шарко, который помогал Туретту в его карьерном росте. Туретт изучал и преподавал психотерапию, истерию, а также медицинский и правовой месмеризм (современная разновидность гипноза).
Туретт описал симптомы одноименного синдрома на примере девяти пациентов в 1884 году, называя его maladie des tics. Позднее Шарко переименовал его в Gilles de la Tourette's illness.
В 1893 году одна из пациенток выстрелила Туретту в шею, заявив, что он её загипнотизировал против её воли. Туретт и другие современные гипнологи утверждали, что это невозможно. За некоторое время до случившегося умирает Шарко и младший сын Туретта. После всех этих событий у Туретта начинаются отклонения в поведении, которые колеблются на грани депрессии и гипомании. Однако он продолжает читать публичные лекции, на которых высказывает свои идеи по поводу образованности населения, рассуждает о месмеризме и театре.
Туретт опубликовал статью об истерии в рядах германской армии, которая сильно разозлила Бисмарка, а позднее выпустил статью об антисанитарных условиях в госпитальных судах на Темзе.
Около 1902 года состояние Туретта ухудшилось и он был вынужден отойти от дел. Жиль де ла Туретт умер 26 мая 1904 года в госпитале для душевнобольных в Лозанне, Швейцария.